# Šumavan Vimperk
TJ Šumavan Vimperk je vimperský fotbalový klub hrající I. A třídu. Klub byl založen v roce 1934. V roce 1971 vybojoval klub historický postup do krajského přeboru jihočeského kraje.

## Historie
Český fotbalový klub SK Slavie byl ve Vimperku založen v roce 1934, již od roku 1925 existoval německý klub DFC Viktoria Vimperk. Po druhé světové válce, v roce 1946 byla činnost klubu plně obnovena. V roce 1947 bylo slavnostně otevřeno nové hřiště, ale již v roce 1950 muselo projít kvůli značnému sklonu povrchovými úpravami, další úpravy následovaly v roce 1955 a konečnou podobu získalo hřiště v červnu 1965, kdy byl dán do provozu sportovní areál TJ Šumavan Vimperk. V důsledku slučování tělovýchovných jednot ve Vimperku se často měnil název fotbalového klubu: 1948 Sokol Slavia, 1950 Sokol Šumavan, 1952 Sokol SKP, 1954 Slavoj OPK, 1956 TJ Jiskra, 1962 TJ Šumavan. Vimperští fotbalisté dlouhá léta působili v okresním přeboru, I. B nebo I. A třídě, z historického postupu do krajského přeboru po vítězství v I. A třídě se radovali v sezóně 1970/1971. Nejlepšího umístění v krajském přeboru dosáhli v sezóně 1999/2000, kdy se tým pod vedením trenéra Jiřího Krauskopfa umístil na 5. místě. Po sezóně však došlo k rozporům ve vedení klubu, které pro další sezónu krajskou soutěž nepřihlásilo a mužské družstvo na tři roky zaniklo. K jeho obnovení došlo až v roce 2003, kdy se muselo od nejnižší okresní soutěže probojovávat vzhůru. Od roku 2012 hraje v I. A třídě. 

## Umístění v jednotlivých sezonách
Stručný přehled
- 2003–2004: Okresní soutěž Prachaticka
- 2004–2007: Okresní přebor Prachaticka
- 2007–2012: I. B třída Jihočeského kraje – sk. B
- 2012–2014: I. A třída Jihočeského kraje – sk. B
- 2014–: I. A třída Jihočeského kraje – sk. A

Jednotlivé ročníky
Legenda: Z - zápasy, V - výhry, R - remízy, P - porážky, VG - vstřelené góly, OG - obdržené góly, +/- - rozdíl skóre, B - body, červené podbarvení - sestup, zelené podbarvení - postup, fialové podbarvení - reorganizace, změna skupiny či soutěže
| Česko (2003– ) |                                      |        |     |     |     |     |     |     |     |     |        |
| Sezóny         | Liga                                 | Úroveň | Z   | V   | R   | P   | VG  | OG  | +/- | B   | Pozice |
| 2003/04        | Okresní soutěž Prachaticka           | 9      | ... | ... | ... | ... | ... | ... | ... | ... | 1.     |
| 2004/05        | Okresní přebor Prachaticka           | 8      | 26  | 15  | 3   | 8   | 59  | 41  | +18 | 48  | 4.     |
| 2005/06        | Okresní přebor Prachaticka           | 8      | 12  | 9   | 1   | 2   | 34  | 10  | +24 | 28  | 1.     |
| 2006/07        | Okresní přebor Prachaticka           | 8      | 26  | 17  | 2   | 7   | 54  | 25  | +29 | 53  | 3.     |
| 2007/08        | I. B třída Jihočeského kraje – sk. B | 7      | 26  | 7   | 7   | 12  | 31  | 42  | -11 | 28  | 9.     |
| 2008/09        | I. B třída Jihočeského kraje – sk. B | 7      | 26  | 8   | 7   | 11  | 34  | 50  | -16 | 31  | 8.     |
| 2009/10        | I. B třída Jihočeského kraje – sk. B | 7      | 26  | 8   | 5   | 13  | 28  | 47  | -19 | 29  | 10.    |
| 2010/11        | I. B třída Jihočeského kraje – sk. B | 7      | 26  | 13  | 6   | 7   | 53  | 35  | +18 | 45  | 3.     |
| 2011/12        | I. B třída Jihočeského kraje – sk. B | 7      | 26  | 18  | 3   | 5   | 62  | 26  | +36 | 57  | 1.     |
| 2012/13        | I. A třída Jihočeského kraje – sk. B | 6      | 26  | 8   | 4   | 14  | 34  | 52  | +18 | 28  | 11.    |
| 2013/14        | I. A třída Jihočeského kraje – sk. B | 6      | 26  | 10  | 5   | 11  | 46  | 44  | +2  | 35  | 9.     |
| 2014/15        | I. A třída Jihočeského kraje – sk. A | 6      | 26  | 10  | 3   | 13  | 46  | 54  | -8  | 3   | 8.     |
| 2015/16        | I. A třída Jihočeského kraje – sk. A | 6      | 26  | 13  | 5   | 8   | 50  | 51  | -1  | 4   | 4.     |
| 2016/17        | I. A třída Jihočeského kraje – sk. A | 6      | 26  | 7   | 6   | 13  | 43  | 56  | -13 | 27  | 11.    |
| 2017/18        | I. A třída Jihočeského kraje – sk. A | 6      | 26  | 13  | 3   | 10  | 46  | 41  | +5  | 42  | 5.     |
| 2018/19        | I. A třída Jihočeského kraje – sk. A | 6      | 26  | 9   | 4   | 13  | 42  | 60  | -18 | 31  | 11.    |
| 2019/20        | I. A třída Jihočeského kraje – sk. A | 6      | 13  | 4   | 4   | 5   | 16  | 19  | -3  | 16  | 8.     |
| 2020/21        | I. A třída Jihočeského kraje – sk. A | 6      | 8   | 7   | 1   | 0   | 23  | 7   | +16 | 2   | 1.     |
| 2021/22        | I. A třída Jihočeského kraje – sk. A | 6      | 26  | 10  | 5   | 11  | 43  | 58  | -15 | 35  | 9.     |
| 2022/23        | I. A třída Jihočeského kraje – sk. A | 6      | 26  | 10  | 5   | 11  | 41  | 73  | -32 | 35  | 6.     |
| 2023/24        | I. A třída Jihočeského kraje – sk. A | 6      | 26  | 9   | 3   | 14  | 43  | 63  | -20 | 30  | 9.     |
| 2024/25        | I. A třída Jihočeského kraje – sk. A | 6      | 26  | 11  | 2   | 11  | 40  | 39  | +1  | 35  | 5.     |

Poznámky:
- 2019/20: Sezona nedohrána kvůli pandemii covidu-19.
- 2020/21: Sezona nedohrána kvůli pandemii covidu-19.